# Керстен, Карл
Карл Керстен (нем. Karl Kersten, 8 августа 1909—24 июля 1992) — немецкий историк и археолог, сотрудник Аненербе.

## Биография
Выдвинувшийся в годы национал-социализма, Керстен, в отличие от большинства своих коллег, не имел учёной степени и первоначально занимался археологической съёмкой местности в Шлезвиге. С октября 1937 г. возглавлял провинциальную службу до- и раннеисторической археологической съёмки и охраны памятников истории и культуры в Шлезвиге. В 1944 г. сменил Герберта Янкуна на посту директора Кильского музея отечественных древностей.
В годы войны служил на советско-германском фронте в зондеркоманде Янкуна, занимавшейся ограблением советских музеев и археологическими изысканиями в Крыму. Тогда немецкие исследователи планировали обнаружить на территории полуострова следы готских поселений. Параллельно Керстен возглавлял подотдел Аненербе в Дании.
После войны защитил кандидатскую диссертацию на тему "Находки позднего бронзового века в Померании". В 1959-1973 гг. соиздатель журнала "Оффа - Отчёты и сообщения по древней и ранней истории и средневековой археологии".

## Сочинения
- Dithmarschen. Neumünster : Wachholtz, 1991.
- Nordslesvig-Nord. København : Verlag Nationalmuseum, 1984.
- Nordslesvig-Syd. København : Verlag Nationalmuseum, 1981.
- Urgeschichte des Naturschutzparkes Wilsede. Hildesheim : Lax, 1964.
- Das Holz im Wiederaufbau. Berlin : Lipfert, 1957.
- Morphologisch-anatomische Untersuchungen an Keimblättern dikotyler Pflanzen. Halle, 1951.
- Vorgeschichte des Kreises Herzogtum Lauenburg. Neumünster : Wachholtz, 1951.
- Vorgeschichte des Kreises Steinburg. Neumünster : Wachholtz, 1939.
- Zur älteren nordischen Bronzezeit. Neumünster : Wachholtz, [1936]. 2 Aufl.